# Amityville : La Maison de poupées
Pour les articles homonymes, voir Amityville et Maison de poupée (homonymie).
Série Amityville
Amityville : Darkforce
(1993) Amityville
(2005)
Pour plus de détails, voir Fiche technique et Distribution.
Amityville : La Maison de poupées (Amityville Dollhouse) est un film américain réalisé par Steve White, sorti en 1996 directement en vidéo aux États-Unis mais sorti au cinéma en France. Ce film est le huitième opus de la saga Amityville.

## Synopsis
Une maison de poupée pour enfants, qui est une miniature de l'infâme maison hantée de Long Island, est donnée à une jeune fille pour son anniversaire. Le mal démoniaque y sortira pour provoquer la terreur...

## Fiche technique
Sauf indication contraire, les informations mentionnées dans cette section peuvent être confirmées par la base de données cinématographiques IMDb,  présente dans la section « Liens externes ».
- Titre original : Amityville Dollhouse
- Titre français : Amityville : La Maison de poupées
- Réalisation : Steve White
- Scénario : Joshua Michael Stern
- Musique : Ray Colcord
- Décors : Jerry Fleming
- Costumes : Nanette M. Acosta
- Photographie : Thomas L. Callaway (en)
- Montage : Kert VanderMeulen
- Production : Zane W. Levitt, Steve White et Mark Yellen
- Sociétés de production : Promark Entertainment Group, Spectacor Films et Zeta Entertainment
- Distribution :  Multicom Entertainment Group (Tous médias),  Sidonis Productions
- Pays de production :  États-Unis
- Langue originale : Anglais
- Format : Couleur — 1.33 : 1 — Dolby
- Genre : Epouvante-Horreur
- Durée : 96 minutes
- Dates de sortie :
  - États-Unis : 18 février 1997 (en VHS)
  - France : 26 février 1997
- Classification : R – Restricted aux USA
- Classification[1] : Interdit aux moins de 12 ans en France

## Distribution
Sauf mention contraire ou complémentaire, les informations mentionnées dans cette section peuvent être confirmées par la base de données IMDb.
- Robin Thomas : Bill Martin
- Starr Andreeff (en) : Claire Martin
- Allen Cutler (VF : Yann Pichon) : Todd Martin
- Rachel Duncan : Jessica Martin
- Jarrett Lennon : Jimmy Martin
- Clayton Murray : Le père de Jimmy
- Franc Ross : Tobias
- Lenore Kasdorf : Tante Marla
- Lisa Robin Kelly : Dana